# Campeonato Nacional de Haití 2018
El Campeonato Nacional de Haití 2018 (Championnat National) fue la edición número 55 del Championnat National. La temporada completa constó de dos campeonatos divididos y a la vez individuales los cuales otorgaron títulos de manera separada; en la primera mitad de la temporada se jugó la Serie de Apertura y en la otra mitad se jugó la Serie de Clausura, el campeón de cada uno de estos torneos se clasificaron al Campeonato de Clubes de la CFU 2019. Al final de la temporada se elaboró una Tabla Acumulada donde los tres últimos descendieron a la Segunda División de Haití 2019.

## Equipos participantes
| Pos.   | Equipo              | Ciudad          | Estadio                  | Capacidad |
| ------ | ------------------- | --------------- | ------------------------ | --------- |
| 1      | AS Mirebalais       | Mirebalais      | Parc Nelson Petit-Frère  | 2000      |
| 2      | Real Hope FA        | Cabo Haitiano   | Parc Saint-Victor        | 7500      |
| 3      | Racing FC           | Les Gonaïves    | Parc Stenio Vincent      | 1500      |
| 4      | FICA                | Cabo Haitiano   | Parc Saint-Victor        | 7500      |
| 5      | Don Bosco FC        | Puerto Príncipe | Sylvio Cator             | 15000     |
| 6      | Baltimore SC        | San Marcos      | Parc Levelt              | 5500      |
| 7      | Racing Club Haïtien | Puerto Príncipe | Sylvio Cator             | 15000     |
| 8      | Tempête FC          | San Marcos      | Parc Levelt              | 5500      |
| 9      | AS Sud-Est          | Sureste         | Parc Pinchinat           | 1000      |
| 10     | Petit-Goâve FC      | Petit-Goâve     | Parc Anglade             | 2000      |
| 11     | Ouanaminthe FC      | Juana Méndez    | Parc Notre Dame          | 1000      |
| 12     | AS Cavaly           | Léogâne         | Parc Julia Vilbon        | 1000      |
| 13     | AS Capoise          | Cabo Haitiano   | Parc Saint-Victor        | 15000     |
| 1 (SD) | Arcahaie FC         | Arcahaie        | Parc National du Drapeau | 1000      |
| 2 (SD) | Valencia FC         | Léogâne         | Parc Indrich de Four     | 2000      |
| 3 (SD) | Cosmopolites SC     | Puerto Príncipe | Sylvio Cator             | 15000     |

### Ascensos y descensos
| Pos. | Ascendidos Segunda División 2017 |
| ---- | -------------------------------- |
| 1    | Arcahaie FC                      |
| 2    | Valencia FC                      |
| 3    | Cosmopolites SC                  |

| Pos. | Descendidos de Championnat National 2017 |
| ---- | ---------------------------------------- |
| 14   | Éclair AC                                |
| 15   | America des Cayes                        |
| 16   | FC Juventus des Cayes                    |

## Serie de Apertura
La Serie de Apertura se jugó durante la primera mitad del 2018, empezó el 17 de febrero y terminó el 27 de mayo
Los 16 equipos participantes jugaron entre sí todos contra todos una vez totalizan 15 partidos cada uno, los seis primeros se clasificaron a los Play offs de Apertura donde finalmente el AS Capoise se coronó campeón y se clasificó al Campeonato de Clubes de la CFU 2019.

### Tabla de posiciones
Actualizado el 22 de junio de 2018.
| Pos. | Equipo              | PJ | PG | PE | PP | GF | GC | DG  | Pts. | Clasificado a             |
| ---- | ------------------- | -- | -- | -- | -- | -- | -- | --- | ---- | ------------------------- |
| 1    | AS Capoise          | 15 | 10 | 4  | 1  | 24 | 10 | +14 | 34   | Avanza a Semifinales      |
| 2    | AS Mirebalais       | 15 | 7  | 6  | 2  | 19 | 6  | +13 | 27   | Avanza a Semifinales      |
| 3    | Tempête FC          | 15 | 6  | 6  | 3  | 16 | 10 | +6  | 24   | Avanza a cuartos de final |
| 4    | Don Bosco FC        | 15 | 5  | 7  | 3  | 18 | 14 | +4  | 22   | Avanza a cuartos de final |
| 5    | Baltimore SC        | 15 | 6  | 4  | 5  | 10 | 13 | -3  | 22   | Avanza a cuartos de final |
| 6    | Real Hope FA        | 15 | 5  | 6  | 4  | 12 | 10 | +2  | 21   | Avanza a cuartos de final |
| 7    | FICA                | 15 | 5  | 5  | 5  | 14 | 14 | 0   | 20   |                           |
| 8    | AS Cavaly           | 15 | 5  | 4  | 6  | 15 | 14 | +1  | 19   |                           |
| 9    | Ouanaminthe FC      | 15 | 4  | 7  | 4  | 11 | 13 | -2  | 19   |                           |
| 10   | Valencia FC         | 15 | 5  | 4  | 6  | 10 | 17 | -7  | 19   |                           |
| 11   | Racing Club Haïtien | 15 | 4  | 6  | 5  | 12 | 11 | +1  | 18   |                           |
| 12   | Petit-Goâve FC      | 15 | 3  | 7  | 5  | 10 | 16 | -6  | 16   |                           |
| 13   | Arcahaie FC         | 15 | 4  | 4  | 7  | 9  | 16 | -7  | 16   |                           |
| 14   | Racing GônaÏves FC  | 15 | 2  | 8  | 5  | 13 | 14 | -1  | 14   |                           |
| 15   | Cosmopolites SC     | 15 | 4  | 2  | 9  | 13 | 19 | -6  | 14   |                           |
| 16   | AS Sud-Est          | 15 | 4  | 2  | 9  | 12 | 21 | -9  | 14   |                           |

### Play-offs de Apertura
Se jugó entre los 6 primeros clasificados de la liga a doble partido (ida y vuelta), el ganador de la final se proclamó campeón y se clasificó al Campeonato de Clubes de la CFU 2019.

#### Cuartos de final
| Equipo 1     | Global | Equipo 2     | Ida   | Vuelta |
| ------------ | ------ | ------------ | ----- | ------ |
| Tempête FC   | 3 - 2  | Real Hope FA | 1 - 2 | 2 - 0  |
| Don Bosco FC | 0 - 1  | Baltimore SC | 0 - 1 | 0 - 0  |

#### Semifinales
| Equipo 1      | Global | Equipo 2     | Ida   | Vuelta |
| ------------- | ------ | ------------ | ----- | ------ |
| AS Capoise    | 1 - 0  | Baltimore SC | 0 - 0 | 1 - 0  |
| AS Mirebalais | 3 - 1  | Tempête FC   | 1 - 1 | 2 - 0  |

#### Final
| Equipo 1   | Global | Equipo 2      | Ida   | Vuelta |
| ---------- | ------ | ------------- | ----- | ------ |
| AS Capoise | 1 - 0  | AS Mirebalais | 0 - 0 | 1 - 0  |

| Campeón Apertura 2018 |
| --------------------- |
|                       |
| AS Capoise            |
| 3° Título             |

## Serie de Clausura
La Serie de Clausura se jugó durante la segunda mitad del 2018, empezó el 1 de septiembre y terminó el 27 de diciembre.
Los 16 equipos participantes jugaron entre sí todos contra todos una vez totalizando 15 partidos cada uno; los seis primeros avanzan a los Play-offs del Clausura donde finalmente el Don Bosco FC se coronó campeón y se clasificó al Campeonato de Clubes de la CFU 2019.

### Tabla de posiciones
Actualizado el 26 de diciembre de 2018.
| Pos. | Equipo              | PJ | PG | PE | PP | GF | GC | DG  | Pts. | Clasificado a             |
| ---- | ------------------- | -- | -- | -- | -- | -- | -- | --- | ---- | ------------------------- |
| 1    | Arcahaie FC         | 15 | 11 | 2  | 2  | 16 | 6  | +10 | 35   | Avanza a Semifinales      |
| 2    | Tempête FC          | 15 | 6  | 6  | 3  | 12 | 7  | +5  | 24   | Avanza a Semifinales      |
| 3    | Don Bosco FC        | 15 | 7  | 3  | 5  | 20 | 18 | +2  | 24   | Avanza a cuartos de final |
| 4    | FICA                | 15 | 7  | 2  | 6  | 20 | 13 | +7  | 23   | Avanza a cuartos de final |
| 5    | Real Hope           | 15 | 6  | 5  | 4  | 17 | 11 | +6  | 23   | Avanza a cuartos de final |
| 6    | Baltimore SC        | 15 | 7  | 1  | 7  | 11 | 11 | 0   | 22   | Avanza a cuartos de final |
| 7    | Cosmopolites SC     | 15 | 6  | 4  | 5  | 11 | 19 | -8  | 22   |                           |
| 8    | Ouanaminthe FC      | 15 | 5  | 6  | 4  | 10 | 8  | +2  | 21   |                           |
| 9    | AS Mirebalais       | 15 | 6  | 3  | 6  | 11 | 12 | -1  | 21   |                           |
| 10   | Racing Club Haïtien | 15 | 5  | 5  | 5  | 16 | 12 | +4  | 20   |                           |
| 11   | AS Cavaly           | 15 | 5  | 5  | 5  | 16 | 14 | +2  | 20   |                           |
| 12   | Racing Gônaïves FC  | 15 | 6  | 1  | 8  | 13 | 11 | +2  | 19   |                           |
| 13   | AS Capoise          | 15 | 5  | 3  | 7  | 12 | 16 | -4  | 18   |                           |
| 14   | AS Sud-Est          | 15 | 5  | 3  | 7  | 16 | 22 | -6  | 18   |                           |
| 15   | Valencia FC         | 15 | 3  | 4  | 8  | 7  | 17 | -10 | 13   |                           |
| 16   | Petit-Goâve FC      | 15 | 2  | 3  | 10 | 6  | 17 | -11 | 9    |                           |

### Play-offs del Clausura
Se jugó entre los 6 primeros clasificados de la liga a doble partido (ida y vuelta), el ganador de la final se proclamó campeón y se clasificó al Campeonato de Clubes de la CFU 2019.

#### Cuartos de final
| Equipo 1     | Global        | Equipo 2     | Ida   | Vuelta |
| ------------ | ------------- | ------------ | ----- | ------ |
| Don Bosco FC | 2 - 2 (4-3 p) | Baltimore SC | 1 - 1 | 1 - 1  |
| FICA         | 1 - 3         | Real Hope FA | 0 - 1 | 1 - 2  |

#### Semifinales
| Equipo 1    | Global    | Equipo 2     | Ida   | Vuelta |
| ----------- | --------- | ------------ | ----- | ------ |
| Arcahaie FC | 3 - 0     | Real Hope FA | 2 - 0 | 1 - 0  |
| Tempête FC  | 1 - 1 (v) | Don Bosco FC | 0 - 0 | 1 - 1  |

#### Final
| Equipo 1    | Global | Equipo 2     | Ida   | Vuelta |
| ----------- | ------ | ------------ | ----- | ------ |
| Arcahaie FC | 1 - 2  | Don Bosco FC | 0 - 0 | 1 - 2  |

| Campeón Clausura 2018 |
| --------------------- |
|                       |
| Don Bosco FC          |
| 5° Título             |

## Tabla Acumulada
Actualizado el 28 de diciembre de 2018.
| Pos. | Equipo              | PJ | PG | PE | PP | GF | GC | DG  | Pts. | Clasificado a                       |
| ---- | ------------------- | -- | -- | -- | -- | -- | -- | --- | ---- | ----------------------------------- |
| 1    | AS Capoise          | 30 | 15 | 7  | 8  | 36 | 26 | +10 | 52   | Campeonato de Clubes de la CFU 2019 |
| 2    | Arcahaie FC         | 30 | 15 | 6  | 9  | 25 | 22 | +3  | 51   |                                     |
| 3    | AS Mirebalais       | 30 | 13 | 9  | 8  | 30 | 18 | +12 | 48   |                                     |
| 4    | Tempête FC          | 30 | 12 | 12 | 6  | 28 | 17 | +11 | 48   |                                     |
| 5    | Don Bosco FC        | 30 | 12 | 10 | 7  | 38 | 32 | +6  | 46   | Campeonato de Clubes de la CFU 2019 |
| 6    | Real Hope FA        | 30 | 11 | 11 | 8  | 29 | 21 | +8  | 44   |                                     |
| 7    | Baltimore SC        | 30 | 13 | 5  | 12 | 21 | 24 | -3  | 44   |                                     |
| 8    | FICA                | 30 | 12 | 7  | 11 | 34 | 27 | +7  | 43   |                                     |
| 9    | Ouanaminthe FC      | 30 | 9  | 13 | 8  | 21 | 21 | 0   | 40   |                                     |
| 10   | AS Cavaly           | 30 | 10 | 9  | 11 | 31 | 28 | +3  | 39   |                                     |
| 11   | Racing Club Haïtien | 30 | 9  | 11 | 10 | 28 | 23 | +5  | 38   |                                     |
| 12   | Cosmopolites SC     | 30 | 10 | 6  | 14 | 24 | 38 | -14 | 36   |                                     |
| 13   | Racing Gônaïves FC  | 30 | 8  | 9  | 13 | 26 | 25 | +1  | 33   |                                     |
| 14   | AS Sud-Est          | 30 | 9  | 5  | 16 | 28 | 43 | -15 | 32   | Segunda División de Haití 2019      |
| 15   | Valencia FC         | 30 | 8  | 8  | 14 | 17 | 34 | -17 | 32   | Segunda División de Haití 2019      |
| 16   | Petit-Goâve FC      | 30 | 5  | 10 | 15 | 16 | 33 | -17 | 25   | Segunda División de Haití 2019      |